# 发现溺水

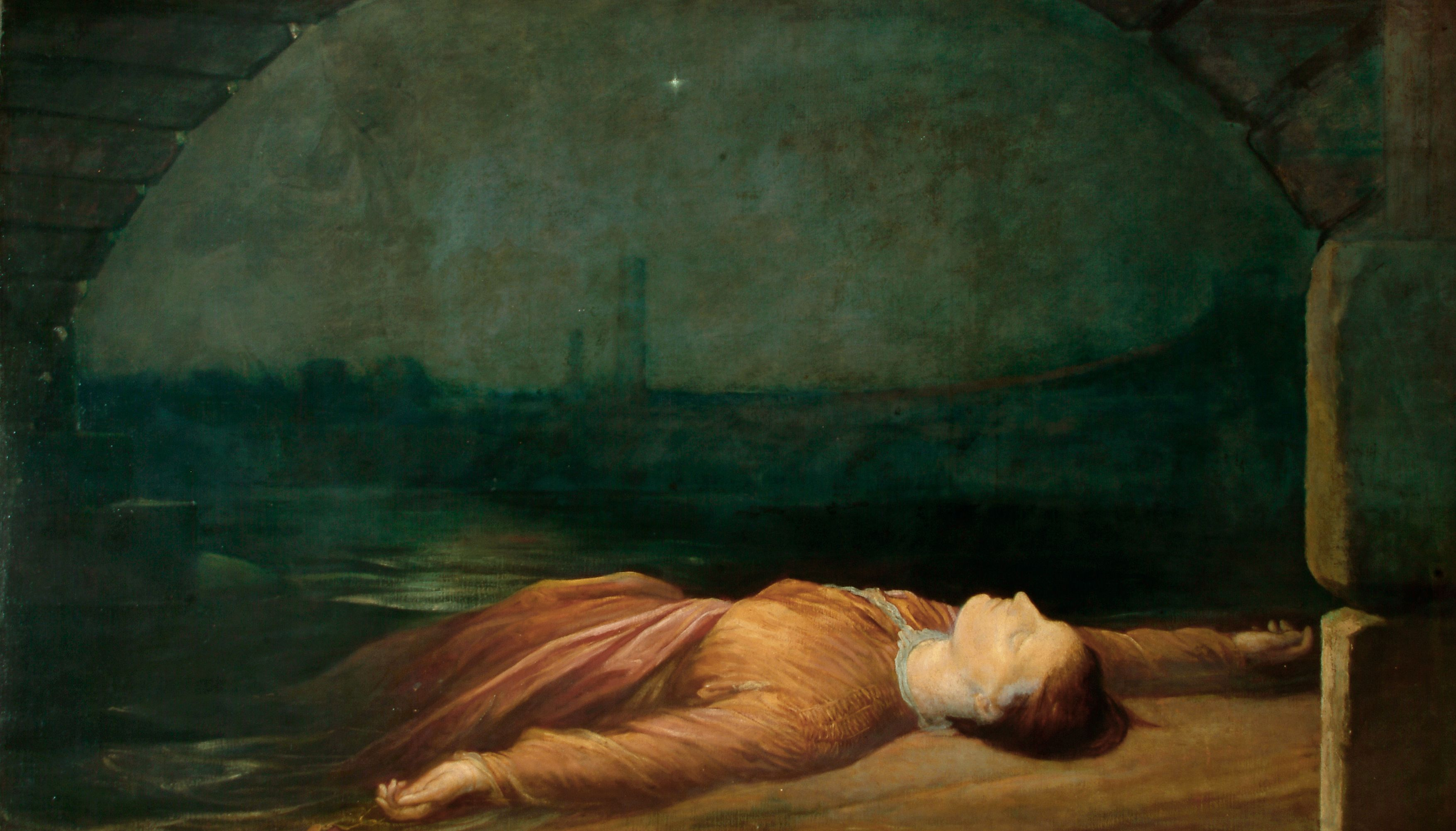
《发现溺水》

《发现溺水》（Found Drowned）是英国画家乔治·弗雷德里克·沃茨的一幅油画，创作于1850年，灵感来自托马斯·胡德1844年的诗《叹息之桥》（The Bridge of Sighs）。
这幅画描绘了一个女人的尸体被冲到滑铁卢桥的桥拱下面，她的下半身仍浸在泰晤士河的河水中。据推测，她是在绝望中为逃避“堕落女人”的耻辱跳入河中淹死的。在浓重的烟雾背景中，几乎看不见泰晤士河南岸灰色的工业城市景观。她的衣着简单，也许是一个仆人，手臂和身体形成了十字架的形状，让人想起耶稣受难的情景。她一手拿着吊坠和项链，表示她对爱人的依恋；在天空中可以看到一颗星星，这是希望的象征。
这幅画是沃茨创作于1848-1850年的四幅大型社会现实主义画作之一。当时他在意大利度过了一段漫长的时光，刚回到英国后不久，所有的主题都是忧郁的。另外几幅画是《干拱下》（“Under The Dry Arch”）、《爱尔兰饥荒》（“The Irish Famine”）和《衬衫之歌》（“Song of The Shirt”），后者又名《女裁缝》（“The Seampress”），源自胡德的诗《衬衫之歌》。
其他一些艺术家也受到胡德的诗《叹息之桥》的启发。类似作品的例子包括但丁·加百列·羅塞蒂的《找到了》（Found）和亚伯拉罕·所罗门（Abraham Solomon）的《溺水了！溺水了！》（Drowned! Drowned!）。这一场景在奥古斯图斯·艾格（Augustus Egg）1858年系列的第三幅画《过去和现在》（Past and Present）中得到了呼应。
沃茨很快放弃了社会现实主义，回到了寓言主题。他从未出售过他的四幅社会现实主义作品，这些作品于1881-1882年首次在格罗夫纳画廊展出，现藏于萨里郡吉尔福德区康普顿的沃茨美术馆。